# Ayacucho (Guayaquil)
Ayacucho ist ein Stadtteil von Guayaquil und eine Parroquia urbana im Kanton Guayaquil der ecuadorianischen Provinz Guayas. Die Fläche beträgt etwa 82 ha. Die Einwohnerzahl lag 2010 bei 10.706.

## Lage
Die Parroquia Ayacucho liegt im Stadtzentrum von Guayaquil. Das am Westufer des Río Guayas gelegene rechtecksförmige Gebiet hat eine Längsausdehnung in WNW-OSO-Richtung von 1100 m sowie eine mittlere Breite von 690 m. Das Verwaltungsgebiet wird im Westen von der Avenida Quito begrenzt. Im Norden verläuft die Verwaltungsgrenze entlang der Calle Carlos Gómez Rendon, im Süden entlang der Calle Venezuela.
Die Parroquia Ayacucho grenzt im Süden an die Parroquia Ximena, im Westen an die Parroquia García Moreno sowie im Norden an die Parroquias Bolívar und Olmedo.

## Sehenswertes
In dem Verwaltungsgebiet befinden sich der Parque España, die Kirche Corazón de Jesús, die Clínica Alcívar, das Stadion Estadio George Capwell, der Complejo de la Federación Deportiva del Guayas sowie die Empresa Eléctrica del Ecuador (Niederlassung Guayaquil).

## Geschichte
Die Parroquia wurde nach der im Jahr 1824 stattgefundenen Schlacht bei Ayacucho im Unabhängigkeitskrieg der südamerikanischen Kolonien benannt.